# Semaeopus olivaceonotata
Semaeopus olivaceonotata là một loài bướm đêm trong họ Geometridae.